# Frank Parkin
El Dr. Frank Parkin (26 de mayo de 1931 – 14 de septiembre de 2011) fue un sociólogo inglés y novelista. Fue profesor emérito de la Universidad de Kent y editor de la serie Conceptos en las Ciencias Sociales publicada por la Open University Press.

## Biografía
Frank Parkin nació en 1931 en Aberdare, Mid Glamorgan, Gales. Estudió en la Escuela de Economía de Londres y fue galardonado con un Doctorado en 1966. Trabajó brevemente como profesor ayudante en la Universidad de Hull , en 1964 y 1965. En 1974, fue lector en sociología en la Universidad de Kent. Más tarde se convirtió en profesor de política y miembro del Magdalen College, Oxford. En este momento ha dejado esta posición. A partir de la década de 1980 en adelante, Parkin escribió poco de sociología, centrándose en su lugar en la ficción. Las excepciones a esto son su libro sobre Durkheim a partir de 1992, y la segunda edición de su libro sobre Weber en 2002.

## Teoría del cierre social
En sociología, Frank Parkin es conocido por su contribución a la teoría del cierre social, más plenamente expuesto en su libro, Marxismo y teoría de clases: una crítica burguesa. En un tono bastante agudo, Parkin argumenta que las teorías marxistas de la clase social estaban marcadas por deficiencias fundamentales, particularmente asociadas con el estatus ambiguo de su concepto explicativo central, el modo de producción. Ataca el énfasis excesivo de los marxistas en los niveles profundos de la estructura, a expensas de los actores sociales, y sugiere una refundación radical de la teoría de la clase y la estratificación social. Propone hacer esto centrando la teoría en torno al concepto de cierre social. Parkin sigue a Weber entendiendo el cierre social como
   "El proceso mediante el cual los colectivos sociales buscan maximizar las recompensas al restringir el acceso a recursos y oportunidades a un círculo limitado de personas elegibles. Esto implica la distinción de ciertos atributos sociales o físicos como la base justificativa de la exclusión. Weber sugiere que virtualmente cualquier atributo grupal - raza, idioma, origen social, religión - puede aprovecharse siempre que se pueda usar para "la monopolización de oportunidades específicas, generalmente económicas". Esta monopolización está dirigida contra competidores que comparten alguna característica positiva o negativa; su propósito es siempre el cierre de las oportunidades sociales y económicas para los de afuera. La naturaleza de estas prácticas de exclusión, y la completitud del cierre social, determinan el carácter general del sistema distributivo."
Parkin continúa con la elaboración de este concepto, mediante la identificación de dos tipos principales: cierre excluyente y cierre usurpacionario. "La característica distintiva del cierre excluyente es el intento de un grupo de asegurarse por sí mismo una posición privilegiada a expensas de otro grupo a través de procesos de subordinación". Se refiere a esto metafóricamente como el uso del poder hacia abajo. El cierre usurpacionario, sin embargo, es el uso del poder hacia arriba, por los grupos de subordinados creados por el cierre excluyente, destinados a ganar una mayor proporción de recursos, amenazando con "morder los privilegios de superiores legalmente definidos".
Podría decirse que el aspecto más novedoso de la contribución de Parkin fue que quería definir las clases en términos de sus estrategias de cierre, en lugar de definir la clase con referencia a alguna estructura de posiciones. La burguesía podía ser identificada, sostenía, por su dependencia del cierre excluyente, en oposición a, por ejemplo, su propiedad de los medios de producción. Del mismo modo, una clase subordinada se identificaría por su dependencia del cierre usurpacionario:
   "La distinción familiar entre burguesía y proletariado, tanto en su apariencia clásica como moderna, puede concebirse como una expresión de conflicto entre clases definidas no específicamente en relación con su lugar en el proceso productivo, sino en relación con sus modos predominantes de cierre, exclusión y usurpación, respectivamente."

## Obras publicadas
- Middle Class Radicalism (Manchester University Press, 1968)
- Class Inequality and Political Order (Granada, 1971)
- The Social Analysis of Class Structure (Tavistock Publications, 1974)
- Marxism and Class Theory (Columbia University Press, 1979)
- Class and Stratification in Socialist Societies (Open University Press, 1981)
- Max Weber (Tavistock Publications, 1982)
- Krippendorf's Tribe (Atheneum, 1985)
- The Mind and Body Shop (Atheneum, 1987)
- Durkheim (Oxford University Press, 1992)